# George Annesley (2e comte de Mountnorris)
George Annesley, 2e comte de Mountnorris (4 décembre 1770-23 juillet 1844), titré vicomte Valentia entre 1793 et 1816, est un pair britannique et un homme politique.

## Biographie
Il est le fils d'Arthur Annesley (1er comte de Mountnorris), et de Lucy, fille de George Lyttelton, 1er baron Lyttelton .
Mountnorris siège comme député de Yarmouth de 1808 à 1810.
En 1802, Henry Salt est nommé secrétaire et dessinateur de George Annesley, vicomte Valentia. Ils commencent une tournée orientale, voyageant sur le Minerva en Inde via le Cap. Salt explore la région de la mer Rouge et, en 1805, visite les hautes terres éthiopiennes. Il retourne en Angleterre en 1806. Les peintures de Salt du voyage sont utilisées pour illustrer les voyages de Lord Valentia en Inde, à Ceylan, en mer Rouge, en Abyssinie et en Égypte, dans les années 1802, 1803, 1804, 1805 et 1806, publiées en 1809 en trois volumes ,.
Lord Mountnorris épouse Anne, fille de William Courtenay, 2e vicomte Courtenay, en 1790. Elle est décédée en janvier 1835, à 60 ans. Lord Mountnorris est décédé en juillet 1844, âgé de 73 ans. Il n'a aucun descendant masculin survivant et à sa mort le comté de Mountnorris s'éteint, tandis qu'il est remplacé à la baronnie de Newport-Pagnell, la baronnie de Mountnorris et la vicomté de Valentia par son parent éloigné, Arthur Annesley, qui devient le 10e vicomte Valentia.